# Montage
Pour les articles homonymes, voir Montage (homonymie).

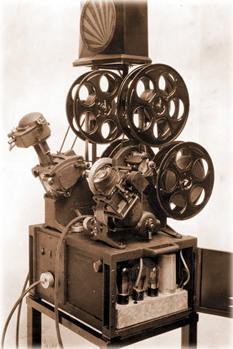
La Moviola américaine, première table de montage sonore (1928), équipée d'un lecteur image et d'un lecteur son optique.

Le montage est, en audiovisuel, l'action d'assembler bout à bout plusieurs plans pour former des séquences qui forment à leur tour un film.

## Définition

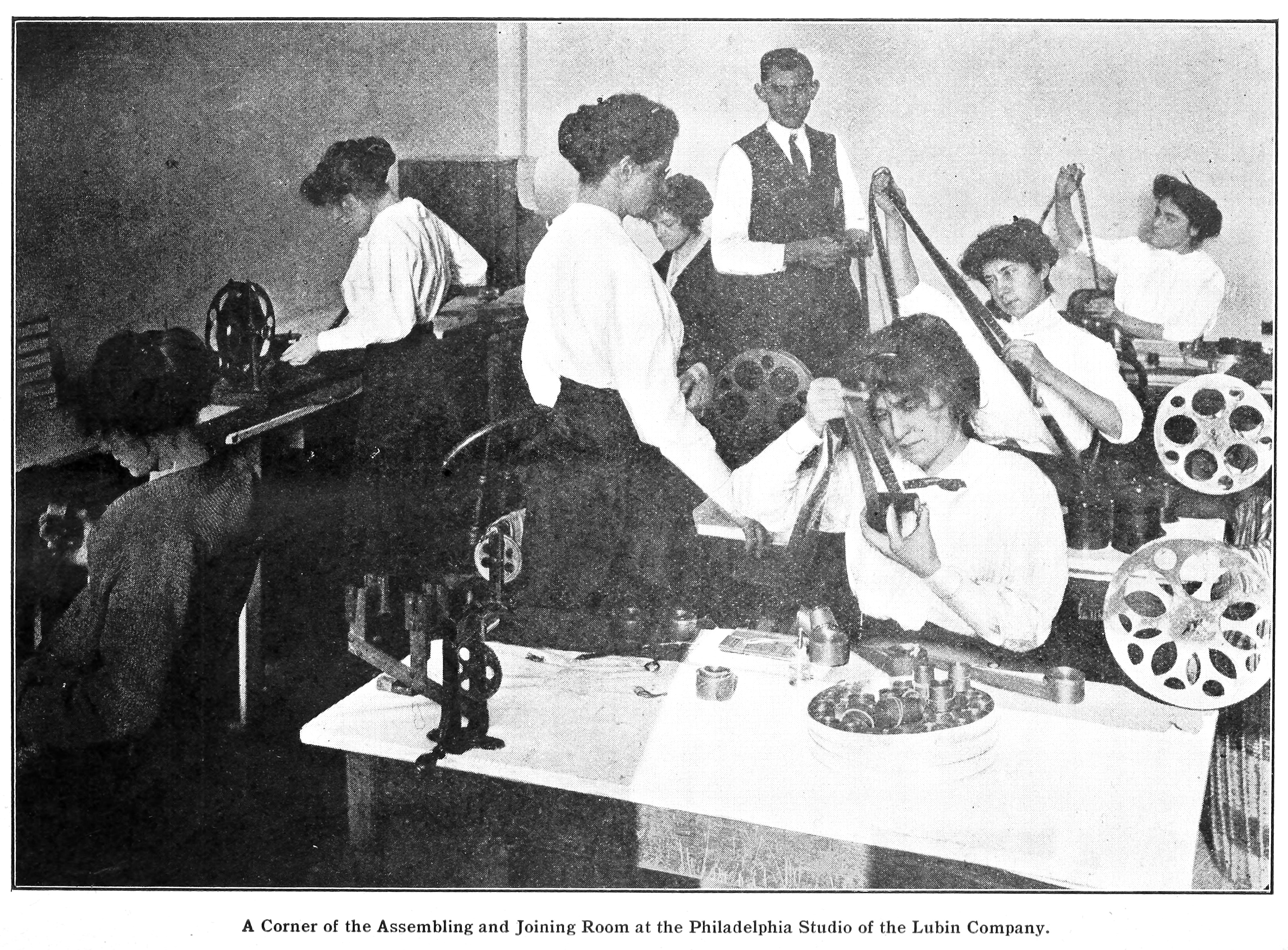
Un atelier de montage à Philadelphie, au studio de Siegmund Lubin (1914).

Alfred Hitchcock est l’auteur d’un aphorisme vigoureux :

« Dans un documentaire, c’est Dieu le metteur en scène. Dans un film de fiction, c’est le metteur en scène qui est Dieu. »

« Le plan est l’unité créatrice du film. Il n’est pas seulement “une image”, il est l’outil qui permet de créer le temps et l’espace imaginaires du récit filmique, au moyen de coupures dans l’espace et dans le temps chaque fois que l’on crée un nouveau plan que l’on ajoute au précédent. Filmer, ce n’est pas seulement enregistrer une action, c’est d’abord choisir la manière de montrer cette action, par des cadrages variés avec des axes de prise de vues différents. Cette opération, le découpage, fournit après tournage un ensemble de plans que l’on colle l’un derrière l’autre, selon leur logique spatiale et temporelle, dans l’opération du montage ».

### Montage de fiction
Le montage de fiction est la fabrication proprement dite de la bande image et de la bande son (ou de plusieurs bandes son) d’un film joué par des comédiens, à partir des éléments fournis par l’enregistrement au tournage des plans définis par le réalisateur dans son découpage technique, ou dessinés sur le storyboard (ou scénarimage) selon ses indications. Stricto sensu, le montage est ainsi le bout à bout de ces plans.

### Montage de documentaire
Le montage de documentaire est la fabrication proprement dite de la bande image et de la bande son d’un film montrant le réel, à partir des éléments fournis par l’enregistrement au tournage des plans définis au préalable par le réalisateur ou improvisés selon l’évolution du sujet. Le montage de documentaire assure le rapprochement de l'ensemble des plans réalisés effectivement, avec le sujet tel qu’il a été défini ou souhaité avant le tournage. Cela dit, le projet filmique n'est jamais définitivement pensé : « Le montage sert précisément à rapprocher des éléments, des expériences qui autrement seraient passés inaperçus, auraient été perdus, négligés ou jugés insignifiants. »
On comprend, par ces définitions, que si le montage est une opération importante dans la réalisation d’un film de fiction, en revanche, le montage d’un documentaire est la phase essentielle de sa réalisation.

## Techniques, muséologique et actuelle

### Montage sur support photosensible

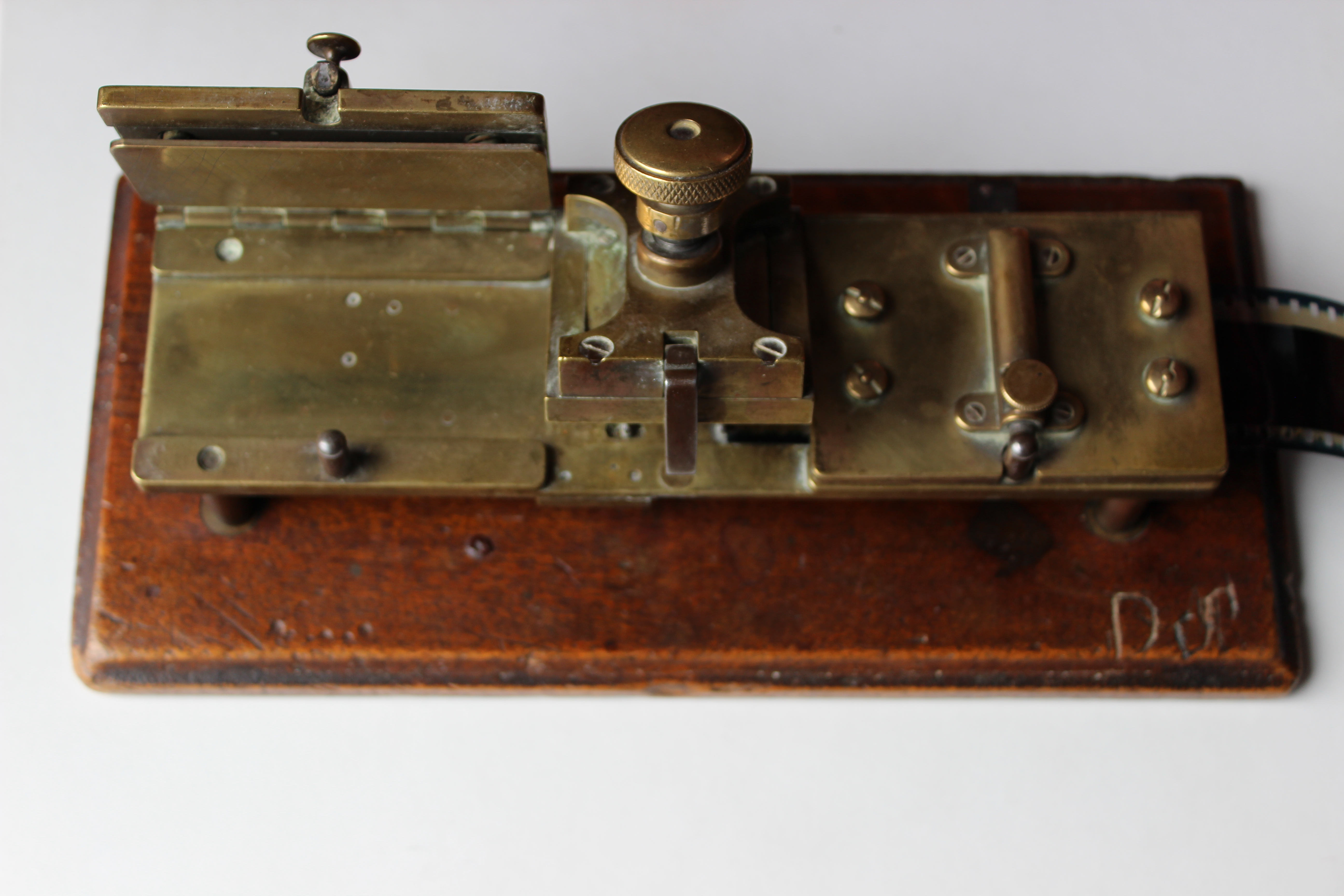
Presse à souder 35 mm Gaumont (1920).

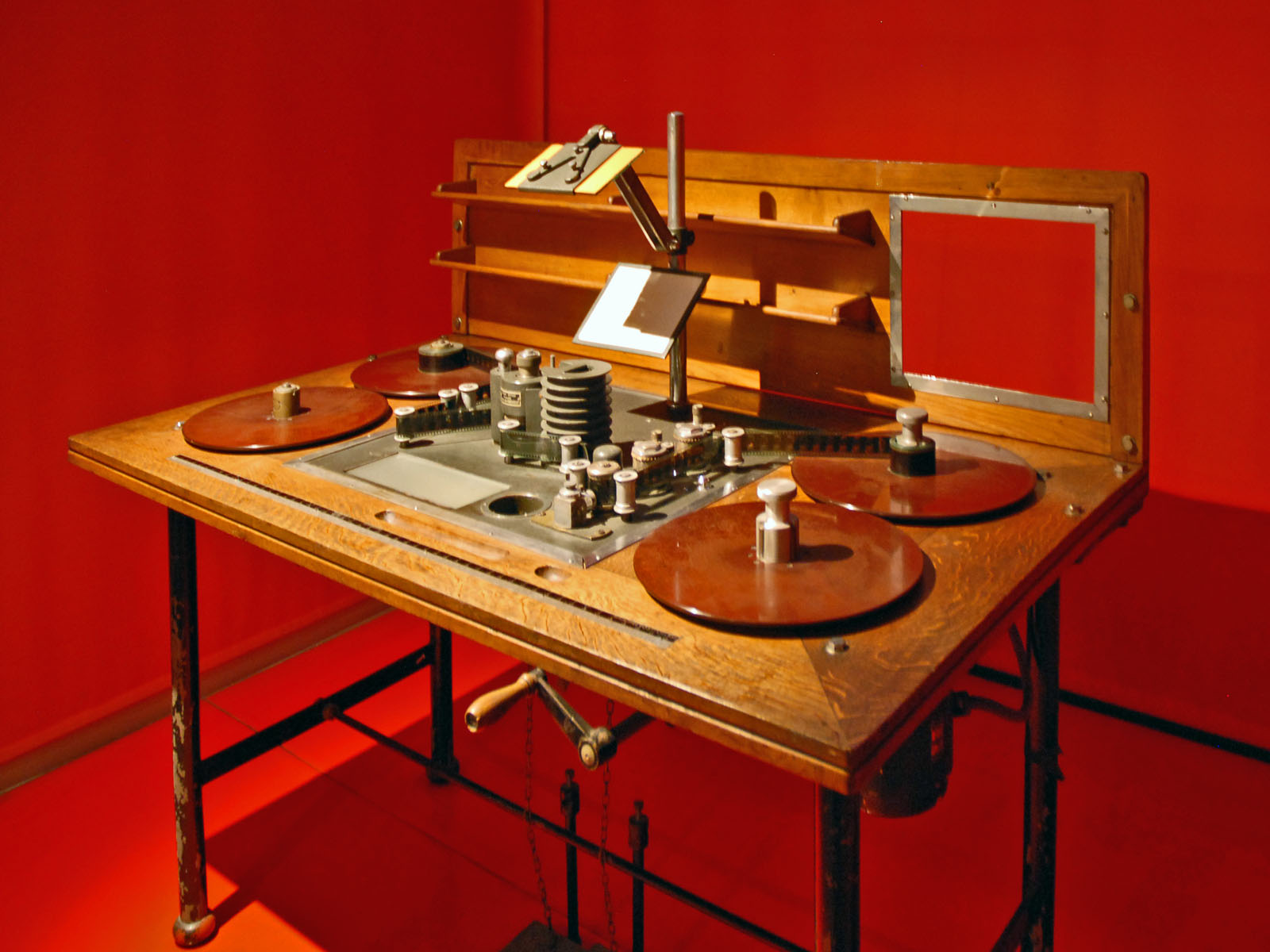
Table de montage des années 1940.

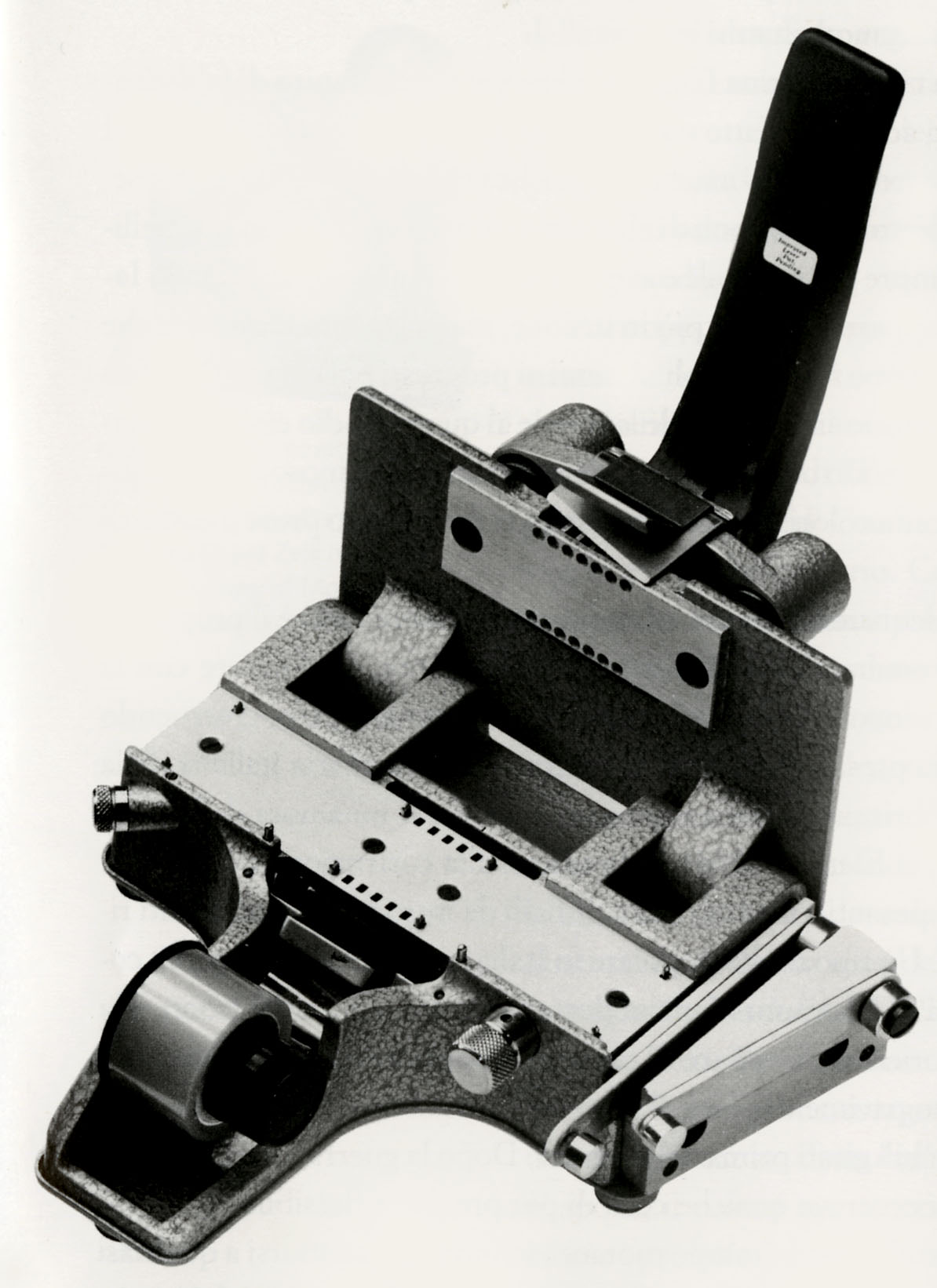
"Colleuse" à scotch 35 mm Catozzo.

La technique de montage sur un support photochimique (caméras argentiques aux pellicules de formats 35 mm ou 16 mm) relève aujourd’hui de la muséologie. Elle se déroulait à partir d’une copie positive de travail, sorte de brouillon qui évitait de nombreuses manipulations du négatif original (risques de rayures ou cassures), et qui permettait, après acceptation par les ayants droit du film ainsi monté, de procéder à la finalisation technique dans les opérations de la postproduction (montage son, mixage, étalonnage…) et au tirage des copies d’exploitation. Le montage sur pellicules 35 mm ou 16 mm se pratiquait à l’aide d’une table comportant un ou plusieurs lecteurs de bande son, synchronisés avec un lecteur de la bande image. Le monteur, ou la monteuse, visionnait chaque plan choisi, image et son, et indiquait au crayon gras directement sur la pellicule les marques de début et de fin du « plan utile », c'est-à-dire débarrassé du clap et des annonces, et débutant après Action !, et finissant avant Coupez !. À l’assistant(e) d’exécuter ce qu’on appelait les « collures », en réalité des soudures à l’acétone faites à l'aide d'une presse à souder, improprement nommée « colleuse ». Une enrouleuse permetait de dérouler ou ré-enrouler les plans en bobineaux ou la galette de travail pré-montée. Ce matériel était complété par un « chutier », sorte de panier surmonté d’un « peigne » où l'on accrochait les plans servant au montage d’une séquence ou partie de séquence. Plus récemment, l’utilisation d’une colleuse à ruban adhésif facilitait la tâche du monteur qui effectuait lui-même, et vite, la « collure » des plans.
En principe, la copie de travail est conservée en laboratoire avec les chutes (négatifs non utilisés) – ce qui a permis parfois de sauvegarder des films anciens dont le négatif et les copies de projection avaient disparu.

### Montage virtuel
- La télévision a permis l’essor d’une technique de prise de vues particulière : la vidéo, dans laquelle l’émulsion photosensible est remplacée par un revêtement d’oxyde de fer sur lequel sont enregistrés les effets analogiques de signaux électriques provenant d’une grille électronique recevant les images. Le défilement linéaire de cette bande, qui comporte une ou plusieurs pistes sonores synchronisées, permet, par ré-enregistrement analogique, de procéder au montage d’un film à partir des bandes (cassettes) originales. Contrairement à la pellicule photochimique, la bande vidéo n’offre pas le confort d’une vue directe, sans l’aide d’une machine, sur les photogrammes du film, mais elle ne connaît ni les « poils » ni les rayures, même si elle a aussi ses problèmes particuliers (scratches, drops).
- Dans un premier temps, les progrès d’enregistrement ont permis de remplacer les signaux électriques analogiques par des signaux numériques répartis sur un support linéaire identique à la vidéo.
- Les progrès de l’informatique ont permis ensuite l’enregistrement des données chiffrées dans des mémoires de lecture et leur reproduction par des processeurs numériques.

Les logiciels professionnels les plus connus permettant le montage sur des ordinateurs et un ou plusieurs écrans de contrôle (moniteurs) sont ceux d’Avid Technology, Adobe Premiere Pro et Final Cut Pro d’Apple.
Les images utilisées peuvent être un mélange de plusieurs sources : pellicule photosensible de divers formats (numérisées à partir d’un télécinéma), ou vidéo sur bandes de différents formats (numérisées à partir d’un lecteur au format d’origine), ou vidéo numérique, et la première opération du montage virtuel est l’acquisition, dans les mémoires du procédé, des sources d’images et de sons utiles pour la confection du film.

## Historique

### Les premiers «bout à bout»
En 1891, l’assistant de Thomas Edison, William Kennedy Laurie Dickson, enregistre le premier film du cinéma présenté au public, Dickson Greeting. Ce film comporte un seul de ce que l'on appellera plus tard en français un tableau, et que l'on appelle en anglais une scene (en français, le mot plan remplacera définitivement ces termes). Tous les premiers films du cinéma, ceux d'Edison-Dickson, ceux de Louis Lumière, ceux de Georges Méliès, ceux d'Alice Guy, et de bien d'autres pionniers, ne comportent qu'une seule action filmée intégralement en une seule prise de vues. En 1891, la caméra argentique, le Kinétographe, est chargée d’une pellicule 19 mm de moins de vingt mètres, dotée de six perforations rectangulaires arrondies en bas de chaque photogramme, mais dès 1893, Edison-Dickson mettent au point le 35 mm, avec un jeu de quatre perforations rectangulaires Edison sur chaque bord de la bande. « Edison fit accomplir au cinéma une étape décisive, en créant le film moderne de 35 mm, à quatre paires de perforations par image. » Plus tard, les films Lumière comporteront une perforation ronde Lumière de chaque côté des photogrammes, et les films Gaumont d'Alice Guy seront de 60 mm de large sans aucune perforation, le film étant entraîné image par image par une came battante. Le bobineau est impressionné par la caméra jusqu’à son épuisement, sa durée est d'une trentaine de secondes et longtemps n’excède pas une minute. Ainsi que le proclame Laurent Mannoni, conservateur à la Cinémathèque française des appareils du précinéma et du cinéma : les premiers films du cinéma ont été enregistrés par le « Kinétographe (en grec, écriture du mouvement) : caméra de l’Américain Thomas Edison, brevetée le 24 août 1891, employant du film perforé 35 mm et un système d’avance intermittente de la pellicule par "roue à rochet". Entre 1891 et 1895, Edison réalise quelque soixante-dix films ».
C’est Edison qui, le premier, a l’idée d’utiliser le mot anglais film pour désigner les bobineaux impressionnés. Tous ces films se présentent de la même façon : une seule scène au cadrage fixe. Les copies du film sont tirées par tirage contact d’après le négatif original, et le succès d’un titre oblige les cinéastes à retourner la scène (remake) pour renouveler le négatif fatigué par les manipulations du tirage.

En août 1895, deux collaborateurs de Thomas Edison, William Heise et Alfred Clark, décident de reconstituer la décapitation de Marie Ire d’Écosse (Marie Stuart), et ont l’idée du premier trucage du cinéma : l’arrêt de caméra. 

« La comédienne qui incarne la reine déchue s’agenouille devant le bourreau et pose la tête sur le billot. Le bourreau lève sa hache. À ce moment précis, le directeur de la prise de vue ordonne à tous de s’immobiliser, les figurants qui assistent à l’exécution, le bourreau, la reine se figent dans leur position du moment. L’opérateur arrête alors le Kinétographe et on évite de déplacer accidentellement l’appareil. La comédienne est remplacée par un mannequin portant la même robe et muni d’une tête postiche séparable. L’opérateur remet sa machine en mouvement. La hache s’abat, la tête postiche roule sur le sol, le bourreau la ramasse et l’exhibe au public. »

Une fois le film développé, il reste les traces de l’arrêt et du redémarrage de la caméra, qui ont impressionné à chaque fois sur la pellicule des photogrammes surexposés. Il faut donc que le négatif soit nettoyé de ces images révélatrices. Elles sont coupées de deux habiles coups de ciseaux et les deux tronçons du film sont ré-assemblés par une soudure à l’acétone, exécutée à l’emplacement de la barre noire générée par le passage de l’obturateur de la caméra.
Cette soudure, communément appelée « collure », est ainsi la première manifestation voulue du montage. Mais son but est de donner l’illusion d’une unité temporelle de la scène et non de provoquer la confrontation de deux plans successifs.
Ce trucage est repris en 1896 par Georges Méliès qui l’utilise de nombreuses fois et emporte l’adhésion du public du cinéma primitif. Un film comme Le Déshabillage impossible (1900) comporte, en deux minutes et dix secondes, pas moins de 24 arrêts de caméra et autant de « collures » invisibles.
Pourtant, dès les premiers films tournés pour la société Lumière par des opérateurs que Louis Lumière engage et forme lui-même pour répondre au succès de ses « vues photographiques animées », ainsi qu’il appelle les bobineaux de pellicule impressionnés, on trouve des traces de ce que l’on pourrait désigner sous le terme non professionnel de « montage obligé ». Explication : dans Barque en mer (1896), l’opérateur filme une barque s’approchant de la côte. Le ressac retarde l’opération, et l’opérateur, comprenant que son bobineau de moins d’une minute ne va pas suffire pour impressionner la scène jusqu’à l’accostage de la barque, arrête de mouliner sa manivelle. Quand l’esquif est tout près, il continue sa prise de vues. Le négatif comporte deux plans, aux cadrages distincts, reliés par une "collure" (soudure à l'acétone) après développement, et Barque en mer, ainsi que d’autres vues Lumière sont présentées au public sous la forme de deux plans consécutifs. L'historien américain Charles Musser cite un film Edison de la même année, où le réalisateur James White suit également le retour de mission d'un canot de sauvetage, Return of the Lifeboat. Mais il n'arrête pas sa caméra et, pour maintenir l'image du canot au centre du cadrage, il suit le mouvement en faisant pivoter son kinétographe sur le trépied, c'est-à-dire qu'il effectue un panoramique de gauche à droite (cette technique d'un mouvement de caméra qu'ignore le cinéma à ses débuts, James White va la mettre au point et elle figure dans plusieurs de ses films tournés à Paris, et notamment un panoramique de haut en bas sur la tour Eiffel, qu'il réalise en 1900).
Cependant, lorsque la boucle de Latham, mise au point par Dickson, est adoptée par tous les constructeurs de caméra et d’appareil de projection, permettant de charger les machines avec non plus des bobineaux mais des galettes plus longues, aussi bien de pellicule vierge pour les caméras que de pellicule impressionnée pour les projecteurs, ce genre de coupure forcée en deux prises est abandonné. La scène, en un temps et un espace uniques, s'impose en tant que norme technique et artistique. Mais la possibilité d’éviter une manipulation maintenant inutile – charger l’appareil de projection avec un nouveau bobineau – incite rapidement les forains à coller les différents bobineaux (les différents films) les uns derrière les autres. Cette opération, dont le souci est d’ordre pratique, ne passe pas inaperçue chez les créateurs. Ainsi, Georges Méliès y voit l’occasion d’augmenter la durée de ses spectacles de projections animées. Ses différents tableaux d’une même histoire peuvent être projetées sans interruption. Ce n’est pas encore du montage, une simple concaténation (succession), mais c’est incontestablement un embryon de montage. L'historien du cinéma Georges Sadoul rappelle que Louis Lumière avait tourné en 1895 quatre bobineaux de 60 secondes sur une intervention reconstituée des pompiers : Sortie de la pompe, Mise en batterie, Attaque du feu et Sauvetage. Ces bobineaux séparés, dès que la boucle de Latham est adaptée au Cinématographe Lumière, « quand le perfectionnement des projecteurs permit de les réunir en un seul, constituèrent le premier montage, un montage dramatique couronné par ce clou : une victime arrachée aux flammes ». L'historien confère sans doute trop de mérite à ce simple bout à bout qui rejoint le souci pratique des forains d'éviter des manipulations répétées.
En revanche, bien qu'admirateur de Georges Méliès, Georges Sadoul conclut sur ce chapitre en remarquant que « prisonnier de l’esthétique du théâtre, Méliès n’emploie jamais le montage avec changement de plans, de points de vue. Son film s’ordonne en tableaux, non en séquences, chaque tableau étant l’équivalent exact d’un tableau de théâtre. » Méliès appelle d’ailleurs ses scènes des tableaux, et il exécute des fondus de fermeture et d’ouverture, et plus tard des fondus enchaînés entre chaque tableau afin de masquer ce qu’il appelle « le changement à vue », autrement dit la collure qui réunit en un clin d’œil le changement d'un décor en un autre, qui nécessite au music-hall et dans les opérettes le renfort d’une habile et nombreuse équipe de machinistes, et que la prise de vues photographique animée permet de réaliser facilement et de manière économique. Comme le remarque le critique Jean Douchet à propos de l'usage du fondu chez Méliès : « Il sert de liant. Il efface le caractère heurté du cut, élimine l’idée de collure. Il feint de supprimer le montage puisque le fondu suggère qu’une image se change, se métamorphose, en une autre à partir d’elle-même. »

### Les premiers montages
Très vite, au cours de l’année 1899, une innovation marque une rupture dans le déroulement habituel d’un film « documentaire » (cette appellation documentaire n’apparaît qu’à partir de 1915). Dans un film de soixante-cinq secondes produit par Edison, Gold Rush Scenes in the Klondike (Scènes de la ruée vers l'or au Klondike), 

« cinq prises de vues se suivent :
- Prise de vue 1. Une coupure de journal plein cadre, où l’on déchiffre quelques phrases alarmantes, « famine dans le Klondike », « prix exorbitants de la nourriture », « cause : afflux des mineurs »
- Prise de vue 2. Dans une ville champignon construite en bois, la caméra, sans doute installée sur une charrette, s’avance dans la rue principale (c’est un travelling primitif).
- Prise de vue 3. Des mineurs déambulent dans la rue.
- Prise de vue 4. Un radeau, dirigé par cinq hommes, dévale la rivière Yukon, aux courants particulièrement violents.
- Prise de vue 5. Une installation de prospecteurs, surmontée de tentes, où plusieurs hommes, perchés sur des planches, creusent et pellètent la terre. »

Cet assemblage de cinq prises de vue est une innovation. Il veut exprimer une idée en rassemblant des prises de vue différentes qui ne prennent sens que par leur rapprochement, ce qu’on appellera plus tard une séquence, qui illustre ici chaque aspect que les auteurs ont saisi du drame à venir, une famine dans cette région perdue du Canada, menace introduite par le véritable intertitre qu’est la première prise de vues sur la coupure de journal. Plus tard, dans les films de fiction, le même procédé littéraire viendra renforcer les récits par les « cartons », textes de dialogues ou d’explications. Ce film constitue le premier documentaire de l’histoire du cinéma, et il est sans doute l’une de ses premières expériences de montage pur.
C’est à l’orée du XXe siècle que l’importance du montage va être démontrée en fiction, non pas en tant que simple raccordement de plusieurs bobineaux, mais en tant que mécanisme spécifique du langage cinématographique. Ce sont les cinéastes anglais de l’École de Brighton, et notamment le plus inventif, George Albert Smith, qui utilisent systématiquement le rapprochement de diverses grosseurs de prises de vues dans une même scène. Dans Grandma’s Reading Glass (La Loupe de grand-maman), réalisé en 1900, Smith montre un jeune garçon qui joue avec la loupe de son aïeule en observant autour de lui. Le film dure environ 80 secondes, et comprend dix plans, ce qui est inédit à cette époque. Un plan principal, comprenant toute l’action filmée en plan américain (coupé à mi-cuisses), est repris quatre fois, apparaissant ainsi en cinq tronçons dans leur ordre chronologique. Ce plan principal est ce que l’on appelle aujourd’hui un « plan maître » (master shot), qui constitue l’ossature du montage. Cinq autres plans (gros plans) décrivent ce que voit le jeune garçon : un article de journal (ouvrant le film), le mécanisme d’une montre de gousset, un oiseau dans sa cage, l’œil de la mamie en très gros plan, riboulant en tous sens, un chaton dans son panier. Un cercle noir entoure ces cinq plans et rappelle qu’ils sont vus à travers une loupe (ce sont en plus les premiers plans subjectifs du cinéma, qui empruntent le regard du jeune garçon).

« Cette alternance du gros plan et des plans généraux dans une même scène est le principe du découpage. Par là, Smith crée le premier véritable montage. »

Aussitôt, la démonstration de Smith porte ses fruits. Les cinéastes qui gravitent autour de Brighton adoptent la configuration de Grandma’s Reading Glass, et c’est ainsi que naît un type de films dont le succès traverse aussi bien la Manche que l’Océan : les Chase Films (films de poursuite). En France, Ferdinand Zecca, le réalisateur principal de Charles Pathé, toujours à l’affût d’une bonne idée à reprendre, se lance avec enthousiasme sur la voie du découpage en plans. Georges Sadoul trouve ici encore une formule choc :

« Les dix premiers Méliès copiaient Lumière. Les dix premiers Zecca plagient surtout l’école de Brighton. »

Ferdinand Zecca utilise ainsi le cache caractéristique d’une serrure pour Par le trou de la serrure, où un valet indiscret épie quelques-uns de ses clients, avant de se faire boxer par l’un d’entre eux. Mais cette succession de plans se passe très vite du recours à la notion « vu à travers un objet », indispensable au début pour que le spectateur comprenne le passage d’un plan à l’autre. La justification est inutile quand un plan, montrant un agent de police courant après un voleur, est suivi par un autre plan, filmé ailleurs, où les mêmes personnages continuent à se faire la course. Petit à petit, les spectateurs s’habituent à ce mécanisme logique, au cours duquel l’espace est traversé, et le temps s’écoule. C’est le B.A.-BA du cinéma, le découpage en plans, dont le montage est la validation après coup. Comme le remarque le scénariste et auteur de théâtre Jean-Claude Carrière, « nous interprétons sans aucun effort ces images juxtaposées, ce langage. Mais ce rapport très simple auquel nous ne prêtons plus aucune attention, ce rapport automatique, réflexe, qui fait partie de notre système de perception comme une sorte de sens supplémentaire, a constitué […] une révolution discrète mais réelle. »

## Théories diverses sur le montage

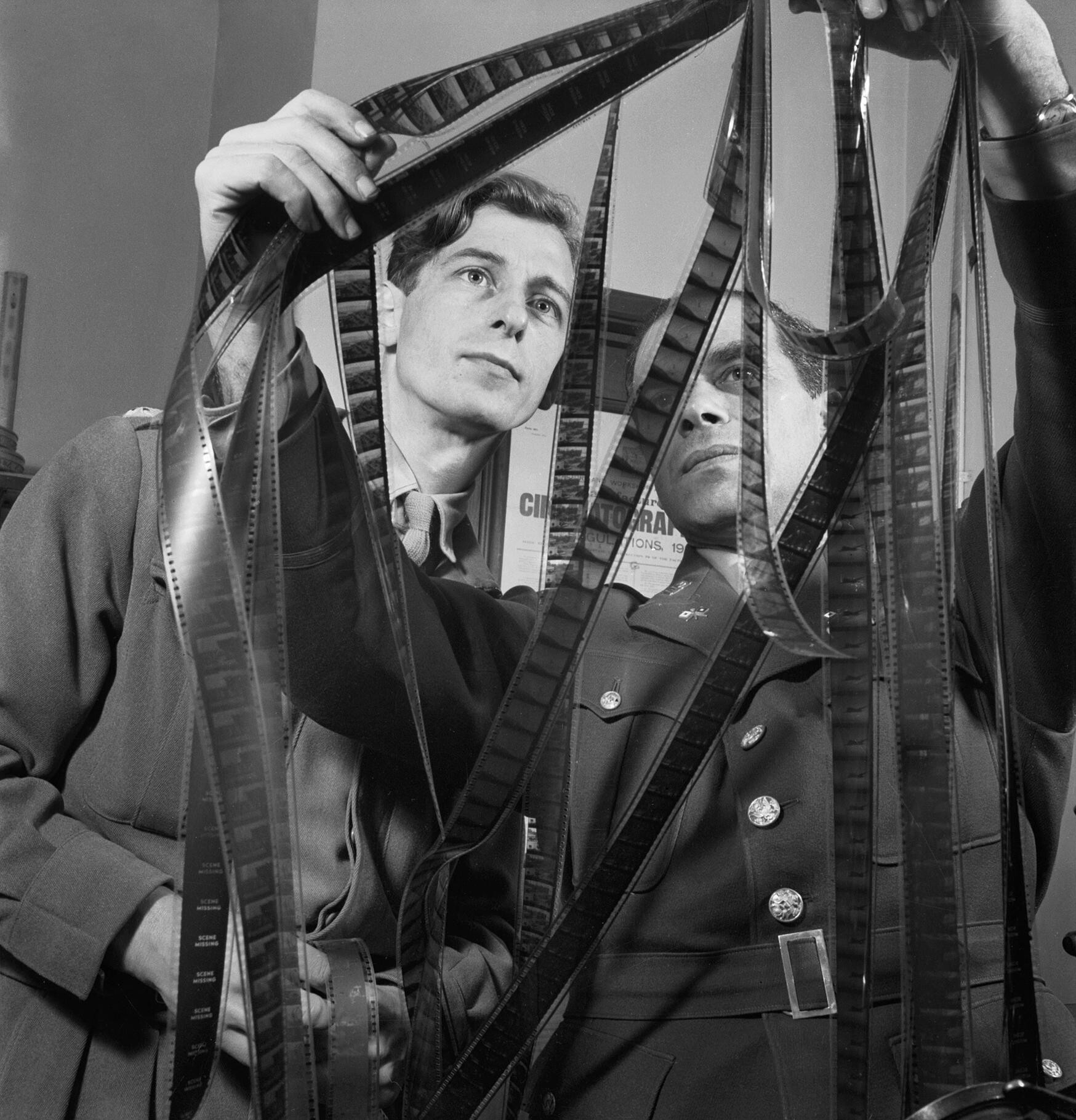
Frank Capra (à droite) et Roy Boulting discutant du montage d'un film en 1944.

Les monteurs considèrent généralement que le montage est une opération importante dans la réalisation d’un film de fiction, et ils pensent aussi que le montage d’un documentaire est non seulement une opération importante mais encore une phase essentielle de sa réalisation. On pourrait donc supposer que les nombreuses théories sur le montage concernent surtout le documentaire. Il n’en est rien. De Griffith à Eisenstein, de Lev Koulechov à André Bazin, en passant par le théoricien Béla Balazs, tous ne traitent que du montage des films de fiction. Pourquoi ?
Parce que le documentaire est né directement sous deux formes préétablies du dessin et de la photographie :
- d’une part, les films réalisés par Dickson pour Edison reprennent la tradition des bateleurs, et celle des pistes de cirques, ainsi que l’esthétique frontale des dessins du zootrope, ce jouet optique et son mini-spectacle cyclique d’une seconde. « Tous les sujets classiques du zootrope sont repris par Dickson, les deux douzaines de dessins sont seulement remplacées par un demi-millier de photographies »[18]. Ces films documentaires visaient le public populaire ;
- d’autre part, les vues photographiques animées de Louis Lumière prolongent le talent confirmé d’un photographe du paysage, avec son utilisation élégante de la ligne de fuite et de la profondeur de champ.« C’est la nature même prise sur le fait, s’écriaient avec un étonnement admiratif les premiers critiques. Le réalisme de l’œuvre de Louis Lumière détermina son succès »[10]. Ces films documentaires visaient le public aisé des grands boulevards.

En revanche, la fiction au cinéma est née sous l’influence de plus nombreuses traditions. D’abord, la comédie venant tout droit de la bande dessinée, celle de La Famille Fenouillard de Christophe par exemple, qui donne les Pantomimes lumineuses d’Émile Reynaud, lui-même dessinateur, comme Un bon bock ou Autour d'une cabine, et la « vue comique » L'Arroseur arrosé de Louis Lumière. S’ajoute le comique troupier de ce dernier (Le Saut à la couverture, La Voltige) et le burlesque très primitif de William Heise qui succède à Dickson auprès d’Edison (Le Pêcheur solitaire). Et encore, les films un peu osés, ceux à propos desquels on recommande d’exclure de leur représentation les jeunes spectateurs, et qui poursuivent une tradition du dessin et de la photographie érotiques (Le Baiser de May Irwin et John C. Rice). L'une des légendes du folklore français, selon laquelle les petits garçons naissent dans les choux et les petites filles dans les roses, inspire Alice Guy pour son premier ouvrage, La Fée aux choux. Enfin, les planches du music-hall, représentées par un nouveau venu : le prestidigitateur Georges Méliès, avec Escamotage d'une dame au théâtre Robert-Houdin, et pratiquement toute son œuvre.
Louis Lumière, qui ne se sentait pas armé pour mener des fictions, ce qui demande de posséder les qualités d’un tout autre métier que celui de photographe et patron d'une usine chimique : réalisateur de films, une fonction dont il fallait découvrir le profil, abandonne le terrain dès 1902, après sept années où ses meilleures ventes ont été des vues documentaires. Il n’a jamais écrit sur le cinéma, étant avec son frère convaincu que ce serait une mode passagère, vite oubliée. Laurie Dickson, aussi bien que William Heise, et plus tard James H. White, s’abstiendront eux aussi d’étudier les fondements et les mécanismes de leur art, ils se contenteront de démontrer le cinéma en faisant des films. Georges Méliès, pensant que le cinéma pouvait permettre de compléter les programmes de music-hall, fut aussi muet que les autres, et la façon dont il ignora les avancées du langage cinématographique sous l’influence des cinéastes anglais de l’École de Brighton, prouve bien que jamais il ne se posa la moindre question sur la forme des films. Émile Reynaud qui, le premier, avait compris qu’il pouvait faire varier de place le centre d’intérêt à l’intérieur d’une image, ne porta sur l’image animée aucun avis, aucune opinion.

Les cinéastes de l’École de Brighton ne furent pas plus bavards, et l’historien Georges Sadoul s’en étonne quand il rencontre George Albert Smith en 1946 et veut l’interviewer sur sa découverte du découpage technique et donc du premier montage : 

« Smith ne manifestait aucun intérêt quand on lui parlait de ce procédé technique, alors qu’il abondait en détails sur d’autres épisodes de sa carrière. L’indifférence de l’inventeur était naturelle. Il comprenait mal qu’on s’étonnât devant le premier emploi au cinéma, d’un procédé déjà utilisé ailleurs… Certaines histoires en images, voisines des célèbres images d’Épinal, les adoptèrent dès les débuts du XIXe siècle. Ces histoires illustrées furent adaptées, sous une forme à peine différente, dans les lanternes magiques. G.A. Smith, qui avait fait des projections, trouva dans le répertoire des verres (dessinés) le procédé, et peut-être le scénario, de La Loupe de Grand-maman ou de L’Astronome indiscret. »

Il est vrai que lorsque l’on observe une suite de vignettes du dessinateur humoristique Christophe, comme Les Facéties du sapeur Camember, on constate une richesse du « découpage » et des variations de l’angle sous lequel la scène est vue successivement dans chaque dessin.

### Le montage, considéré comme arme de combat

#### En fiction
Alors que le cinéma russe a déjà produit quelque 2 000 films, la révolution bolchevique d’octobre 1917 provoque l’émergence de très jeunes réalisateurs entraînés dans le tourbillon politique. La nécessité de se différencier du cinéma « bourgeois » de l’époque tsariste ou social-démocrate pousse ces jeunes à se justifier et expliquer leurs choix esthétiques en utilisant les slogans de la propagande. Lénine ayant déclaré en 1922 que le cinéma est « pour nous l’art le plus important », les discours des nouveaux cinéastes se doivent d’apporter une dimension révolutionnaire marxiste à tous leurs actes en la matière. Lev Koulechov, qui a travaillé dans l’ombre de grands réalisateurs du cinéma d’avant la révolution bolchevique, devient malgré sa grande jeunesse (il a 18 ans) réalisateur de longs métrages et développe en même temps un appareil critique censé faire intervenir dans la création des films la dialectique marxiste qui exige que le monde cesse d’être interprété et soit transformé. Le montage, en tant que succession logique de plusieurs plans, devient confrontation de ces plans.
L’un de ses élèves, S.M. Eisenstein, définit en 1938 les leçons du maître en accentuant la violence verbale :

« Le montage, c’est le dépassement du conflit (lisez : contradiction) à l’intérieur du cadre, tout d’abord vers le conflit de deux fragments placés l’un à côté de l’autre : le conflit à l’intérieur du cadre est un montage potentiel, qui brise sa cage carrée dans un accroissement d’intensité et rejette son conflit au stade du montage, dans les chocs entre les plans montés. »

Lev Koulechov, en marge de ses tournages, forme des comédiens et de futurs cinéastes dans son « Laboratoire expérimental », et c’est dans ce cadre pédagogique qu’il monte la fameuse expérience qui porte désormais son nom. Reprenant dans un film ancien un gros plan de Ivan Mosjoukine (comédien fétiche des époques du tsar et de Kerensky), choisi volontairement inexpressif, il le morcelle en trois plans entre lesquels il intercale une assiette de soupe, un enfant mort dans un cercueil, une femme allongée sur un sofa. Ses élèves admirent le jeu subtil du comédien, exprimant d’une discrète mimique tantôt la faim, tantôt la tristesse, tantôt le désir naissant. Koulechov leur explique que le jeu des comédiens n’est rien par rapport au montage qui, obligatoirement, produit un sens nouveau quand au moins deux plans sont montés l’un derrière l’autre. C’est ce qu’on appelle « l’effet Koulechov », que le critique André Bazin va revoir à la baisse dans les années 1950 (voir section : Montage interdit). Georges Sadoul s’étonne cependant en voyant un film comme Selon la Loi, réalisé en 1926 par Koulechov : « Ses acteurs, loin d’avoir l’immobilité des objets, eurent un jeu excessif, syncopé, contorsionné, assez proche de l’expressionnisme ».
Koulechov distingue deux sortes de montages :
- le montage dit « réflexe », le plus utilisé, celui qui est déterminé par la logique spatiale et temporelle de la narration, et l’expérience sensorielle vécue du public ;
- le montage dit « attractif » ou « d’attraction », ou « par attraction », qui entre en contradiction avec cette logique narrative pour provoquer une réaction consciente du public devant des images inattendues qui lui adressent un message.

En 1924, Eisenstein réalise son premier grand film, La Grève. Pour son découpage, et par conséquent pour son montage, il applique la théorie de son maître, en utilisant le plus souvent le montage réflexe, mais en réservant quelques séquences-choc au montage des attractions.

« Il appliqua le montage des attractions en faisant alterner le massacre des ouvriers sous le Tsar et des vues d’animaux égorgés, récemment prises aux abattoirs… Le mot attraction était pris par lui dans le sens presque philosophique d’une sensation violente imposée au spectateur. Le montage rassemblait des attractions prises arbitrairement dans le temps et l’espace… Dans Le Cuirassé Potemkine, l’épisode des escaliers d’Odessa est ponctué d’attractions violentes déchirantes : la mère portant le cadavre de son fils, la voiture d’enfant descendant seule les escaliers, l’œil crevé sanglant derrière les binocles de fer… »

Eisenstein critique le montage rapide des films de Griffith dans les années 1910 :

« Cette augmentation quantitative était insuffisante à nos yeux, fût-elle « démultipliée » : nous cherchions et nous avons trouvé dans les confrontations quelque chose de plus important : le bond qualitatif. Ce bond s’avéra dépasser les limites des possibilités de la scène – dépasser les limites de la situation : entrant dans le domaine de l’image obtenue par montage, du concept créé par montage, d’un montage compris avant tout comme étant le moyen de révéler la conception idéologique. »

Eisenstein reconnaît ainsi que les films de l’École soviétique ressortissent à la propagande. Mais il y voit une supériorité.

« Le cinéma griffithien ignore ce genre de constructions de montage. Chez lui, les gros plans créent une atmosphère ; dessinent les caractéristiques des personnages ; alternent dans le dialogue des héros ; augmentent le tempo dans les courses poursuite. Mais partout Griffith reste au niveau du représentatif et du figuratif, jamais il ne tente d’être signifiant et imagé à travers la confrontation des séquences. »

Confronté aux affirmations tonitruantes d’Eisenstein, un théoricien de la même obédience et de la même époque, l’Allemand Béla Balázs, s’insurge contre le montage par attraction en titrant son article : « Non aux idéogrammes ! ». À ses yeux, le montage « devient la reproduction de rébus, de devinettes. Ce ne sont pas les images du sujet du film qui deviennent symboliques. Au contraire, ce sont des images symboliques toutes prêtes qui y sont mêlées. On nous donne à voir des idéogrammes et des dissertations en hiéroglyphes. Les formes cinématographiques de ce genre font reculer le cinéma jusqu’aux formes les plus primitives du signe écrit. Notre système d’écriture est tout de même plus pratique. »

#### En documentaire
Un autre réalisateur dénonce la fiction, qu’il nomme avec mépris « le monde des grimaces et l’opium du peuple ». Il s’appelle Dziga Vertov, il a 22 ans, et il milite dans le cadre du Kino-Glaz (Ciné-Œil), mouvement qu’il a lancé avec son épouse. Le but est de substituer aux « fables-scénarios bourgeoises » une sorte de miroir que l’on tendrait à la société socialiste dans le spectacle naturel de sa mutation historique : « Filmez-nous à l’improviste, tels que nous sommes ! » Les militants-techniciens du Ciné-Œil sont des Kinoks. « Nous nous appelons les Kinoks pour nous différencier des « cinéastes », troupeau de chiffonniers qui fourguent assez bien leurs vieilleries ! ».
« Voilà, citoyens, ce que je vous offre dans un premier temps à la place de la musique, de la peinture, du théâtre, du cinématographe et autres épanchements émasculés ».
Les Kinoks doivent être à l’affût du monde réel et ramener à tours de manivelle autant de scènes qu’il est possible d’en filmer. L’œil humain est imparfait, celui de la machine (la caméra) est aiguisé comme une lame d’acier : « Je suis le Ciné-Œil. Je suis l’œil mécanique. Moi, machine, je vous montre le monde comme seule je peux le voir… Vive la poésie de la machine mue et se mouvant, la poésie des leviers, roues et ailes d’acier, le cri de fer des mouvements, les aveuglantes grimaces des jets incandescents ! ».
Dans cet univers qui nous fait penser aussi bien au monde souterrain de la machine bestiale de Métropolis qu’aux rouages anthropophages qui avalent Charlot dans Les Temps modernes, l’homme est découpé par les cadrages de la caméra qui l’observe à son insu : « Je suis le ciné-œil. À l’un, je prends les bras, plus forts et plus adroits, à l’autre, je prends les jambes, mieux faites et plus véloces, au troisième, la tête, plus belle et plus expressive, et, par le montage, je crée un homme nouveau, un homme parfait ».
Pour Dziga Vertov, tout le processus du film, à tous les niveaux, est du montage, rien que du montage :

« Les Kinoks donnent au montage une signification absolument différente (du montage de fiction) et l’entendent comme l’organisation du monde visible. Les Kinoks distinguent :
1) Le montage au moment de l’observation : orientation de l’œil désarmé dans n’importe quel lieu, à n’importe quel moment.
2) Le montage après l’observation : organisation mentale de ce qui a été vu en fonction de tels ou tels indices caractéristiques.
3) Le montage pendant le tournage : orientation de l’œil armé de la caméra dans le lieu inspecté au point 1. Adaptation du tournage à quelques conditions qui se sont modifiées.
4) Le montage après le tournage, organisation grosso modo de ce qui a été filmé en fonction d’indices de base… »

Dziga Vertov fait une démonstration de cette théorie en 1928, avec L'Homme à la caméra, film muet de 68 minutes, dont Dziga Vertov prévoit par écrit les plages musicales qu’il espère ajouter quand le cinéma soviétique aura mis au point ses enregistreurs de son sur pellicule. 

« Il décrit la ville d’Odessa au petit matin, qui peu à peu s’éveille et se met en mouvement sous l’objectif d’un caméraman… L’épouse de Dziga Vertov est la monteuse et le caméraman est son frère qui filme selon les indications précises de Vertov. Au cours du montage, ils retourneront filmer des plans qui leur manquent. Aujourd’hui encore, on est ébloui par la modernité de ce documentaire et emporté par ce poème visuel qui est aussi un manifeste exaltant le génie de ce que l’on appelle déjà le Septième Art. »

En 1968, Jean-Luc Godard et Jean-Pierre Gorin fondent le Groupe Dziga Vertov, d’obédience maoïste, qui se dissout en 1972.

### Montage et bande sonore
En 2011, le film français The Artist, de Michel Hazanavicius, tient un pari audacieux. « Il a été tourné en noir et blanc, au format presque carré du film muet (1:1,33), qu’il est muet si l’on excepte un effet très drôle de cauchemar… et à la fin de l’histoire quand le nouveau film qu’interprète le comédien s’ouvre sur des éventails en forme de claps tenus par des danseurs, tandis que l’on entend le jargon caractéristique… entre techniciens d’un plateau de tournage en préparation d’un plan. Pas de dialogues autrement qu’écrits sur des cartons, pas de couleurs, pas d’écran large, mais tous les moyens d’expression que possédait le cinéma encore muet, déjà accompagné, dès les premières projections, de musiques improvisées ou écrites » à dessein pour chaque film. Le succès inattendu de The Artist démontre la véracité de ce que Marie-France Briselance et Jean-Claude Morin n’hésitent pas à défendre dans leur « Grammaire du cinéma », à savoir que le cinéma atteint sa maturité dans ses capacités de narration dès 1908, quand D. W. Griffith découvre le principe du récit en « actions parallèles », d’où découle le montage parallèle qui permet de mener en même temps deux péripéties séparées dans l’espace mais simultanées dans le temps, vécues par différents personnages de la même histoire. Ce principe des « actions parallèles » a permis aux cinéastes de construire des récits de plus en plus complexes, et a ouvert ainsi la voie aux longs-métrages. Le passage au sonore n’apparaît qu’en tant que phénomène secondaire, compte tenu du niveau de perfection que les films muets ont atteint dès les années 1920. Ce que Georges Sadoul avait déjà analysé :

« Les œuvres les plus parfaites de l’art muet… appellent son et parole. »

Entre Le Chanteur de jazz, premier "film chantant" du cinéma, La Passion de Jeanne d'Arc, film muet tardif, L’Homme qui rit, film muet sonorisé pour sa seconde sortie, M le maudit, film 100 % parlant, le style du récit, et notamment les montages de ces quatre films, sont identiques, aux différences près du style personnel qu'apporte chacun des réalisateurs.
- Le Chanteur de jazz, improprement qualifié de « premier film parlant », et plutôt film chantant, est en réalité un film découpé et monté comme si le son était absent. Les dialogues entre les personnages sont structurés à la manière de tous les films muets : gros plan sur le personnage A, gros plan sur le personnage B, entre les deux : un intertitre avec une phrase de dialogue, etc. Seules les chansons sont enregistrées en sonore, et au montage, les plans chantés sont conservés plus longtemps que les autres plans.
- En ce qui concerne La Passion de Jeanne d’Arc, il faut savoir que le choix de ne pas enregistrer le son – ce qui était possible en 1928 – fut un choix financier d’une production peu clairvoyante, pensant que les films sonores et les films muets cohabiteraient sans problème, et non un choix artistique du réalisateur qui avait compris ce qu’apportait l’enregistrement des dialogues.

« On guette les paroles sur les lèvres molles de Pierre Cauchon et la bouche pathétique de Jeanne. S’il s’agit d’un oui ou d’un non, ils se comprennent par les seuls mouvements. Mais pour une phrase, les intertitres deviennent nécessaires. La perpétuelle intervention de ces pancartes rompt le rythme admirable des très gros plans. Dreyer aurait voulu de vraies paroles, et non des pancartes. Ce qu’il déclara expressément alors. »
On pourrait imaginer de post-synchroniser les paroles du film avec des comédiens d’aujourd’hui. Le film, débarrassé de ses « pancartes », aurait alors le rythme d’un film sonore, le montage des plans n’en serait pas affecté. Mais il s’agirait d’une violation des droits d’auteur du film, aux conséquences néfastes bien plus graves encore qu’une modeste colorisation.
- L’Homme qui rit est sorti deux fois au cinéma. La première fois, il sort entièrement muet, mais le succès du Chanteur de jazz est compris par certains comme le signal de la fin des films accompagnés par un ou deux musiciens qui improvisent dans une fosse installée sous l’écran. Le réalisateur, Paul Leni, entreprend la sonorisation du film qui ressort quelques mois plus tard et rencontre un grand succès. Les « cartons », c’est-à-dire les intertitres, sont toujours présents, les comédiens parlent en muet, leurs paroles écrites sont intercalées dans les plans scindés en autant de morceaux qu’il y a de phrases.

« Dès cette première expérience, Paul Leni a compris comment les sons hors champ peuvent être utilisés de manière originale. Il n’a d’ailleurs pas d’autre choix, il lui est impossible de retourner toutes les scènes de dialogue en in et il ne peut jouer qu’avec des sons hors-champ, des sons off. Il imagine de sonoriser certaines scènes de foule par des cris, ce qui semble évident, mais il poursuit ces cris sur les plans qui suivent, où la foule n’est pas présente, ce qui est moins évident à l’époque, et il renforce ainsi le montage alterné des actions parallèles, lui donnant une logique, une unité temporelle par la seule magie d’un son continu chevauchant plusieurs plans du montage. »
- « Fritz Lang, au début des années 1930, avec M le maudit, assimile aussitôt la leçon de Paul Leni et la dépasse, prévoyant, dès la rédaction de son découpage, l’utilisation des sons dans le hors champ, donnant au suspense qu’il veut construire, une force dramatique bouleversante… Fritz Lang a conçu un découpage qui utilise les sons in et off comme des éléments de la dramaturgie, pour annoncer le tueur d’enfants, le détournement des fillettes, et faire deviner le crime[36]. » Bien entendu, les intertitres ont disparu, ce qui donne au film une fluidité dans l’écoulement des plans, qui n’a rien à envier au montage de films plus récents.

Dans les films moins inventifs que ceux-là, il est donné une place prépondérante aux dialogues entendus, et le montage se plie à une règle obligatoire, qui est encore de nos jours suivie avec application, notamment dans les téléfilms, lorsque le personnage A parle, il doit être vu prononçant sa réplique du début à la fin, lorsque le personnage B parle, c’est à son tour de figurer dans le montage, du début de sa phrase jusqu’à la fin. Cette figure de montage obligée date, d’après Georges Sadoul, du film The Front Page, où le réalisateur Lewis Milestone, s’appuyant sur les dialogues nerveux de Ben Hecht, dont le film est l’adaptation de sa pièce éponyme, « organisa une véritable danse de la caméra autour des acteurs. Innovation qui créa un poncif, dans les films « bavards », comme le procédé qui morcela systématiquement le découpage et se caractérisa bientôt par une cadence pendulaire alternant champ et contrechamp. »

### Montage dit «d’avant-garde»
« Après la Guerre de 14-18, tout un courant du cinéma, qui se veut d’avant-garde, est lié à des mouvements artistiques comme le dadaïsme et plus tard le surréalisme, qui réfutent la conception du cinéma narratif. Les films ne doivent pas reprendre les traditions du théâtre bourgeois et du roman mais au contraire leur tourner le dos et rechercher leur signification au travers de multiples images montées de façon aléatoire, sans aucun souci de créer un récit avec un début, un milieu et une fin, et sans psychologie. Les surimpressions qui mêlent les objets et les personnages les plus divers sont le moyen privilégié de réaliser des scènes symboliques dont le rapprochement doit produire un sens nouveau. Ce courant est illustré par Entracte de René Clair, par La Coquille et le Clergyman de Germaine Dulac, par les premiers courts-métrages de Luis Buñuel, comme Un chien andalou, inspiré du monde graphique de Salvador Dalí, coauteur du scénario. Tous ces artistes recherchent l’équivalent au cinéma de l’écriture automatique liée à l’inconscient. Ce cinéma aura une lointaine descendance à partir des années 1980, sous une forme inattendue, les clips musicaux qui reprennent l’esthétique des films surréalistes où les images mènent un discours abstrait, essentiellement basé sur des qualités picturales, avec des personnages qui, comme ceux du cinéma muet, parlent sans qu’on les entende, qui vivent des scènes dont le seul lien logique est le rythme et la mélodie. »

### «Montage interdit», théorie d'André Bazin
Le critique de cinéma André Bazin aimait profondément le cinéma et, à son avis, on trouvait toujours quelque intérêt à voir toutes sortes de films. Il ne dédaignait pas d’aborder des films catalogués « pour enfants » et son étude sur les mécanismes fictionnels et documentaires de Crin-Blanc et Le Ballon rouge, écrits et réalisés, respectivement en 1953 et 1956, par Albert Lamorisse, est remarquable. Il en profite pour faire une découverte : le film franco-italien réalisé en 1956 par Jean Tourane, Une fée… pas comme les autres, « est de bout en bout une extraordinaire illustration de la fameuse expérience de Koulechov sur le gros plan de Mosjoukine. »
En effet, ce film a été réalisé avec des animaux vivants : le gentil est un adorable caneton, Saturnin, le méchant est un singe cruel appelé Géninoir. Des comparses, Chocolat, un fox bien sympathique, des chats, des chiens, un renard… Le tout, soutenu par un commentaire humoristique et des dialogues écrits par Louise de Vilmorin. Les animaux filmés ont été dressés pour exécuter des tâches faciles, et notamment rester là où le cinéaste les disposait dans le champ de la caméra. C’est leur confrontation artificielle par la magie du montage (image et son) qui réussit à les hisser à bout de bras, au niveau d’un semblant de comédie anthropomorphique. Parfois, une fausse patte, manipulée hors champ par un assistant, exécute un geste complexe et précis. Sinon, tout tient dans le choix des mimiques des animaux : une tête qui se penche ou qui regarde en arrière, un aboiement, des mouvements du museau provoqués par une récompense gourmande donnée juste avant la prise de vues, etc. Mais surtout, l’illusion du récit provient de l’effet Koulechov, chaque plan représentant un « personnage » s’appuyant et prenant sens sur le précédent, montrant un autre personnage, avant de donner sens au plan suivant. Une fée… pas comme les autres a été vendu dans le monde entier, d’autant que la réalisation des versions en langues vernaculaires était facilitée par un commentaire explicatif et des paroles non synchrones, au doublage peu onéreux.
André Bazin ne parle de ce film que pour démontrer que l’effet Koulechov, s’il explique le succès commercial de Une fée… pas comme les autres, n’explique pas les effets obtenus sans l’apport direct du montage. C’est ainsi qu’il cite un film anglais, pourtant médiocre à son avis, Quand les vautours ne volent plus, réalisé en 1951 par Harry Watt. Dans ce film, situé au Kenya, le gardien d’une réserve d’animaux sauvages se heurte aux braconniers et trafiquants d’ivoire. Dans une séquence, le très jeune fils du gardien trouve près de son domicile un lionceau égaré qu’il décide de confier à son père. Mais la lionne s’aperçoit de la disparition de son rejeton et retrouve la piste olfactive de son ravisseur. Elle se lance à sa poursuite. Jusque-là, le spectateur est guidé par l’effet Koulechov.
Lorsque le garçon, portant le bébé-lion, arrive en vue de son domicile, un plan d’ensemble découvre dans le même cadrage en plongée ses parents, lui et le lionceau, et la lionne qui s’avance à ses trousses. Le plan interpelle alors violemment le spectateur par son réalisme qui multiplie d’autant le suspense déjà mis en place par le montage. Ce plan dure assez longtemps pour que le père ordonne à son fils de déposer le lionceau à terre, et que l’on voit la lionne s'approcher puis récupérer son bien et s’en retourner paisiblement. André Bazin en déduit que « il est des cas où, loin de constituer l’essence du cinéma, le montage en est la négation. La même scène, selon qu’elle est traitée par le montage ou en plan d’ensemble, peut n’être que de la mauvaise littérature ou devenir du grand cinéma ».

### Le montage selon Alfred Hitchcock
Alfred Hitchcock n’est pas loin de contredire André Bazin lorsqu’il raconte le problème de montage qu’il a rencontré pour le film Fenêtre sur cour, réalisé en 1954 : 

« Dans Rear Window, quand l’homme entre dans la chambre pour précipiter James Stewart par la fenêtre, d’abord j’avais filmé la chose complète, en entier, de façon réaliste ; c’était faible, cela ne donnait rien ; alors, j’ai tourné le gros plan d’une main qui s’agite, gros plan de la figure de James Stewart, gros plan sur ses jambes, gros plan de l’assassin et ensuite j’ai rythmé tout cela ; l’impression finale a été correcte. »

Le morcellement à la Lev Koulechov, efficace, a remplacé ici le plan large et réaliste, impuissant ou banal. Mais Alfred Hitchcock relativise son avis en expliquant qu’il vaut mieux utiliser un plan d’ensemble monté court lorsque l’on est obligé de passer par la péripétie ainsi montrée mais que l’on ne veut pas forcer le spectateur à s’y intéresser de près : 

« Il est toujours plus facile de montrer les choses rapidement lorsque l’on se tient à distance. C’est d’ailleurs un principe qui est valable chaque fois que vous avez à filmer une action confuse ou ennuyeuse, ou simplement quand vous voulez éviter d’entrer dans les détails. »

C’est au tour de François Truffaut d’apporter sa contribution, renforçant ce que déclare Alfred Hitchcock à propos des plans qu’il a dû tourner après coup (retakes) pour Fenêtre sur cour : 

« Je crois que l’utilisation du montage accéléré pour rythmer les scènes d’actions rapides, dans beaucoup de films, constitue une dérobade devant la difficulté ou même un rattrapage dans la salle de montage. Souvent, le metteur-en-scène n’a pas filmé assez de matériau, aussi le monteur se débrouille-t-il en utilisant les doubles de chaque plan et en les montant de plus en plus court, mais ce n’est pas satisfaisant. »

### Montage ou plan-séquence? Théories diverses
Le plan-séquence est ainsi défini dans Grammaire du cinéma :

« Un plan long qui, pendant son déroulement, contient des mouvements de caméra qui provoquent des changements de cadrage. »

- Le plan-séquence vise à reconstituer l’espace où se déroule une péripétie du récit, les déplacements du ou des personnages dans un lieu donné sont montrés comme essentiels pour la narration.

Ex. : Dans M le maudit, deux plans-séquence inattendus en 1931, et peu remarqués par la critique, se déroulent dans un décor où sont décrites en détail « les activités interlopes auxquelles se livrent les membres de la pègre au siège de leur amicale ou syndicat. La caméra, étonnamment véloce et curieuse, aligne l’un derrière l’autre deux plans-séquence, l’un d’une minute quarante et l’autre de quarante secondes », dont l’intention est de démontrer le haut niveau organisationnel des bas-fonds berlinois de l’époque, tout en soulignant avec humour les aspects peu ragoûtants de leurs commerces frelatés (les cigarettes à partir de mégots, les rogatons de charcuterie destinés aux sandwiches, etc.).
Un plan long, contenant une scène complète dans un cadrage unique, est souvent désigné abusivement comme étant un plan-séquence. Il n’en est rien : le plan-séquence consiste en effet à remplacer plusieurs plans distincts, avec leurs variations de « grosseur » et leurs différents axes de prise de vues, que l’on aurait assemblés au montage, par un plan qui contient tous ces plans ou leurs équivalents dans une continuité temporelle unique. Le plan long ne doit donc pas être considéré comme un plan-séquence.
- Le plan long vise à créer un temps surdimensionné par rapport à la logique temporelle du récit, afin de faire comprendre un changement de l’état d’esprit d’un personnage.

Ex. : Dans Les Quatre Cents Coups, à la fin du film, la caméra suit en travelling latéral la course sur la plage jusques aux flots du jeune Antoine Doinel qui s’est échappé de son Centre de redressement et veut découvrir la mer. Le plan est long, très long, mais il est symptomatique du chemin désespéré qu’a suivi le jeune délinquant, et dont le spectateur a été témoin : une course vers la délivrance et la jubilation, et un arrêt par la force des choses et du destin. Le dernier plan est un arrêt sur image où Antoine Doinel se tourne vers la caméra (le public) et la fixe de son regard de paumé.
Quand il est employé systématiquement, le plan-séquence apparaît comme une technique contraire au principe du montage qui est la confrontation de plans successifs, sorte de puzzle qui se complète devant nos yeux. Le plan-séquence tente d’imposer l’impression que la caméra possède un pouvoir ambulatoire qui lui permet d’embrasser tout l’espace, sans rupture.
« Cette impression est parfois contredite par une particularité du cinéma où paradoxalement, le temps est obtenu par des effets d’espace et l’espace est construit par des effets de temps ». Les longs parcours des personnages ne visent pas à contribuer à leur caractérisation, le but est autre : tenter de faire ressentir la distance, les dimensions, la complexité dédaléenne de l’univers où évoluent les personnages.

« Jouer avec le temps, jouer avec l’espace, c’est la base même de la création au cinéma qui est un art composé de vues en mouvement, quand on sait que le mouvement est une équation d’espace et de temps, la distance franchie divisée par le temps passé à le parcourir donne la vitesse du mouvement. Cette combinaison n’est pas spécifique au cinéma. Ainsi, le voyageur ne désigne pas le chemin parcouru ou à parcourir par une image spatiale peu évocatrice, le nombre de kilomètres par exemple, mais par une image temporelle qui, elle, fait mouche, « c’est à deux jours de marche d’ici », ou « tour de contrôle, ici Fox Delta, je suis à cinq minutes de la piste ». Ou « c’est à trois pipes d’ici ! », comme le disaient les Indiens de Virginie, qui cultivaient le tabac et qui calculaient les distances en évoquant le temps qu’il fallait pour fumer. À chaque fois, l’espace est désigné par le temps qu’il faut pour le parcourir. Et ceci est une notion universelle »

.
Ainsi, un plan-séquence, outre qu’il est un condensé d’espace, est aussi un dispensateur de temps. Le danger de l’utilisation systématique du plan-séquence est donc la création de temps mort en proportion directe de la longueur des déambulations du ou des personnages.
Alors qu’un plan destiné à un ensemble monté « est l’outil qui permet de créer le temps et l’espace imaginaires du récit filmique, au moyen de coupures dans l’espace et dans le temps chaque fois que l’on crée un nouveau plan que l’on ajoute au précédent. »

## Les étapes du montage
L'organisation du temps de montage traditionnel (surtout en 35 mm) obéit à des contraintes propres, entre autres, à la lourdeur des manipulations de la pellicule. Le montage avance pas-à-pas vers son aboutissement et il est très lourd et coûteux d'envisager, par exemple, de « casser » une séquence pour la remonter.
Au fur et à mesure de la montée en puissance des stations de montage virtuel, des capacités de stockage des disques durs puis des serveurs de stockage, les usages et coutumes ont beaucoup évolué.
Le passage du montage traditionnel ou linéaire vers le montage virtuel a demandé un temps d'appropriation assez long du fait du changement d'univers. En 35 mm, une table de montage s'assimile à un système mécanique, en virtuel il faut appréhender l'informatique et apprendre à maîtriser les logiciels dédiés.

### Préparation
Lors du tournage, les plans sont tournés dans le désordre, en fonction du « plan de travail » (disponibilité des acteurs, des lieux de tournage, etc.) Chaque plan est en général tourné en plusieurs prises (des versions différentes du même plan). Au tournage le ou la scripte « cercle » les prises considérées comme bonnes pour les comédiens et pour la technique et choisies par le metteur en scène.
Traditionnellement, la première étape du montage consiste à développer les prises « cerclées » au tournage puis à en tirer une copie positive au laboratoire afin de les visionner dans une salle de projection, pour sélectionner les prises qui seront conservées (ou triées) au montage. En virtuel, il peut arriver que tous les rushes soient numérisés, et restent à la disposition du monteur (notamment parce que la numérisation du film en images numériques est directement faite d'après le négatif chimique, bobine par bobine sans s'arrêter de peur d'ajouter des rayures sur le négatif fragile).
Les rushes sont ensuite « dédoublés », c'est-à-dire qu'on extrait les prises sélectionnées lors du dérushage pour faire un premier « bout-à-bout ». Comme son nom l'indique, le bout-à-bout est la succession des plans tournés, collés (physiquement ou virtuellement) dans l'ordre du scénario, sans tenir compte ni de leur rythme ni de leur longueur. Il permet une première visualisation et facilite le travail de montage proprement dit. On l'appelle parfois aussi un « ours ». Cette étape était essentielle lorsque le montage se faisait en découpant directement la pellicule. L'ours permettait de faire une présélection, rendant la manipulation de la pellicule plus aisée. Désormais, lorsque le montage est effectué à l'aide d'un « banc de montage virtuel » type Avid, l'étape de l'ours a tendance à disparaître et le monteur confectionne directement un « premier montage » - appelé parfois « first cut ».

### Montage
Tout d'abord, il s'agit de construire le film. Cette étape est particulièrement évidente en documentaire, puisqu'il n'y a généralement pas de scénario préétabli (un scénario « transparent » prêt à être modifié selon les conditions), mais c'est également vrai en fiction. C'est l'étape la plus longue du montage qui aboutit à ce qu'on appelle le « premier montage » ou l'« ours ». L'ours est la première version du film que le monteur et le réalisateur considèrent comme aboutie. À ce stade, ils organisent généralement une projection de travail pour en tester la compréhension auprès d'un public restreint.
Ils retravaillent ensuite la structure, puis les raccords, jusqu'à ce que l'équipe technique, le producteur et éventuellement le distributeur s'accordent à dire que le film est là. Pendant cette étape, relativement courte, il peut y avoir un certain nombre de projections de travail.

### Montage son
Avant la fin du montage image, le montage son commence. Le montage son peut être une étape totalement distincte du montage, et il est alors fait par une équipe différente.
Traditionnellement, il s'agit de mettre les « directs » (le son enregistré par le chef-opérateur du son et capté par le perchiste pendant le tournage) sur plusieurs bandes 35 mm magnétiques (traditionnel) ou pistes (en montage son virtuel), afin de les préparer pour le mixage, et d'enrichir le climat affectif du film en ajoutant sur un certain nombre de pistes, des ambiances, des sons seuls ou des musiques.
À la fin du montage son, le montage proprement dit est traditionnellement terminé. Les capacités de retouches et de modifications de l'image du montage virtuel permettent au réalisateur et au monteur de continuer le montage même pendant le mixage, ce qui conduit à procéder à des conformations des éléments source (les fichiers audio ou audio files).
Aujourd'hui le montage son est différent du montage des sons directs (qui est une étape purement technique qui consiste à nettoyer les sons du tournage, prendre des doubles meilleurs et préparer les pistes pour le mixage et pour intégrer la post-synchro).
Le montage son est une étape à connotation artistique qui peut prendre beaucoup d'importance de par son apport narratif ou dramaturgique, parfois au même titre que les dialogues et la musique. Le but étant de créer une ambiance personnelle, ou propre, ou particulière à chaque film.

### Colorisation
Une fois le montage image terminé, et parallèlement au montage son, l'étape de la colorisation peut se faire. Pour diverses raisons, les plans tournés peuvent avoir des couleurs ou luminosités variables. Ainsi, à l'étape de la colorisation, la teinte, la saturation et la luminosité des plans sont ajustées afin de les uniformiser d'un plan à l'autre d'une scène. Il est également possible de pousser ces variables afin de donner un « look », un style visuel distinctif.

### Finalisation
Selon les moyens de la production, les monteurs participent ou non au mixage. Selon le type de support (argentique, virtuel), ils supervisent ensuite la conformation du négatif par le laboratoire.
Il y a de plus en plus d'effets spéciaux et de truquages au tournage. Par exemple, une séquence « intérieur voiture » ne se fait plus avec un déroulant du décor projeté derrière les personnages mais sur fond vert, le décor étant incrusté par la suite. Il en est de même pour les cascades où le trucage gommera les harnais de sécurité et filins. La palette des trucages s'agrandit tous les jours et permet à moindre coût de faire des séquences spectaculaires comme la multiplication des figurants dans les scènes de batailles ou autres.

### «Final cut»
Le montage final d'un film (« final cut » en anglais) peut considérablement modifier la compréhension et la perception de celui-ci par le spectateur. C'est donc un enjeu artistique majeur mais également commercial car il conditionne le succès de l'œuvre. Aux États-Unis, où la décision finale dans ce domaine échoit en général au studio qui produit, c'est fréquemment l'objet de conflits entre le réalisateur et le producteur. Le plus célèbre conflit dans ce domaine est probablement Brazil de Terry Gilliam qui donna lieu à une véritable bataille médiatique entre l'auteur qui défendait le film qu'il avait écrit et tourné comme une fable subversive et le producteur qui l'avait considérablement raccourci et transformé en une histoire d'amour « à l'eau de rose ».
Le résultat est parfois si peu conforme à la vision du réalisateur que celui-ci ne souhaite pas se voir attribuer la paternité de l'œuvre. La guilde des réalisateurs américains offre à ceux-ci la possibilité de faire remplacer leur nom au générique par le pseudonyme « Alan Smithee ».
Certains films bénéficient après une première sortie dans un montage décidé par le studio, d'une seconde vie dans un montage conforme aux souhaits du réalisateur. C'est ce qu'on appelle le « director's cut ». Tout d'abord réservées à des films ayant rencontré un important succès ou jouissant d'un statut particulier de film culte, ces versions, souvent allongées, parfois radicalement différentes du montage initial, sont devenues de plus en plus fréquentes et ont tendance à devenir un argument marketing. Elles permettent de susciter une seconde vague de demande, parfois artificiellement. L'exemple de « director's cut » le plus célèbre est probablement celle de Blade Runner de Ridley Scott. Sorti dans une version désavouée par son réalisateur en 1982, il ressortit en 1991 en « director's cut », possédant de subtils mais significatifs changements (entre autres : des rêves nous informant sur la nature du personnage ainsi que la fin, collines verdoyantes pour 1982 contre fin pessimiste en 1991).

#### Ouvrages sur le montage écrits par des monteurs
- Alain Weber,  Idéologies du montage ou l’art de la manipulation, CinémAction, no 23, 1983
- Albert Jurgenson et Sophie Brunet, Pratique du montage, La Fémis, 1990, 183 p. (ISBN 2-907114-08-5, ISSN 0991-6296)
- Henri Colpi en collaboration avec Nathalie Hureau, Lettres à un jeune monteur, 208 p., Éditions Les Belles lettres-Archimbaud, 1996  (ISBN 2251752021) — Réédition par Séguier, Biarritz, 2006  (ISBN 2840494620) « Présentation en ligne »(Archive.org • Wikiwix • Archive.is • Google • Que faire ?)
- Noëlle Boisson, La Sagesse de la Monteuse de film, L'Œil Neuf, 2005
- Walter Murch, En un clin d'œil : Passé, présent et futur du montage, Capricci, 2011, 170 p.
- Emmanuelle Jay, Plus long le chat dans la brume, journal d'une monteuse, Les Éditions Adespote, 2017, 180 p.

#### Autres ouvrages
- Vincent Amiel, Esthétique du montage, Armand Colin, Paris (2005)
- Jean-Charles Fouché, Mon guide du tournage - Montage, Éditions Baie des Anges (2009)  (ISBN 978-2-9177-9002-1)
- (es) Morales, Morante, Luis Fernando, Teoría y Práctica de la Edición en vídeo, Université de San Martin de Porres, Lima, Pérou (2000)
- Bernard Perron, « Alfred Hitchcock et le montage : Les ciseaux », Ciné-Bulles, vol. 19, no 2,‎ hiver 2001 (lire en ligne)
- Bertrand Bacqué, Lucrezia Lippi, Serge Margel, Olivier Zuchuat (dir.), Montage, une anthologie (1913-2018), Genève-Dijon Les presses de réel, 2018, 376 p.